# Verallgemeinerter Laplace-Operator
Verallgemeinerte Laplace-Operatoren sind mathematische Objekte, welche in der Differentialgeometrie insbesondere in der Globalen Analysis untersucht werden. Die hier behandelten Operatoren sind Verallgemeinerungen des aus der reellen Analysis bekannten Laplace-Operators. Diese Verallgemeinerungen sind notwendig, um den Laplace-Operator auf riemannsche Mannigfaltigkeit definieren zu können. Eine wichtige Rolle spielen diese Operatoren in den Beweisen für den Atiyah-Singer-Indexsatz und den Atiyah-Bott-Fixpunktsatz.

## Definition
Sei {\displaystyle (M,g)} eine n-dimensionale riemannsche Mannigfaltigkeit, {\displaystyle \pi \colon E\to M} ein hermitesches Vektorbündel und {\displaystyle H\colon \Gamma ^{\infty }(M,E)\to \Gamma ^{\infty }(M,E)} ein geometrischer Differentialoperator zweiter Ordnung. Dieser heißt verallgemeinerter Laplace-Operator, falls für sein Hauptsymbol
{\displaystyle \sigma _{H}^{2}(x,\xi )=\|\xi \|^{2}}
für {\displaystyle x\in M} und {\displaystyle \xi \in T_{x}^{*}M} gilt. Die Norm wird durch die riemannsche Metrik induziert und daher ist auch die Definition abhängig von der Metrik.

## Beispiele
Im Folgenden werden einige bekannte Beispiele verallgemeinerter Laplace-Operatoren vorgestellt. Dazu sei wieder wie in der Definition {\displaystyle (M,g)} eine {\displaystyle n}-dimensionale, kompakte riemannsche Mannigfaltigkeit und {\displaystyle \pi \colon E\to M} ein Vektorbündel.

### Laplace-Beltrami-Operator

#### Definition
Der Laplace-Beltrami-Operator ist definiert durch
{\displaystyle \Delta f:=\operatorname {div} (\operatorname {grad} f).}
für zweimal stetig differenzierbare Funktionen {\displaystyle f\colon M\to \mathbb {R} }. 
Dabei bezeichnet {\displaystyle \operatorname {grad} f} den Gradienten der Funktion {\displaystyle f}, ein Vektorfeld auf {\displaystyle M}. Die Divergenz eines Vektorfeldes {\displaystyle X} auf {\displaystyle M} an der Stelle {\displaystyle p\in M} ist definiert als die Spur der linearen Abbildung {\displaystyle \nabla X\colon T_{p}M\to T_{p}M}, {\displaystyle \xi \mapsto \nabla _{\xi }X}, wobei {\displaystyle \nabla } der Levi-Civita-Zusammenhang auf {\displaystyle M} ist. Hat man als Definitionsbereich eine offene Teilmenge des {\displaystyle \mathbb {R} ^{n}}, betrachtet als Mannigfaltigkeit über sich, so ist der Zusammenhang {\displaystyle \nabla } die gewöhnliche Richtungsableitung und {\displaystyle \operatorname {div} } die aus der reellen Analysis bekannte Divergenz eines Vektorfeldes. In diesem Fall erhält man den bekannten Laplace-Operator.

#### Lokale Koordinaten
Es seien {\displaystyle (x_{1},\dots ,x_{n})} lokale Koordinaten auf {\displaystyle M} und {\displaystyle {\tfrac {\partial }{\partial x_{1}}},\dots ,{\tfrac {\partial }{\partial x_{n}}}} die zugehörigen Basisfelder des Tangentialbündels. Mit {\displaystyle g_{ij}} für {\displaystyle 1\leq i,j\leq n} seien die Komponenten der riemannschen Metrik {\displaystyle g} bezüglich dieser Basis bezeichnet. 
Die Darstellung des Gradienten {\displaystyle \operatorname {grad} } in lokalen Koordinaten lautet dann
{\displaystyle \operatorname {grad} f=\sum _{i,j}\left(g^{ij}{\frac {\partial f}{\partial x_{j}}}\right){\frac {\partial }{\partial x_{i}}}}.
Hierbei ist {\displaystyle (g^{ij})} die inverse Matrix der Matrix {\displaystyle (g_{ij})}.
Die Darstellung der Divergenz eines Vektorfelds {\displaystyle \textstyle X=\sum \limits _{i}X^{i}{\tfrac {\partial }{\partial x_{i}}}} ist
{\displaystyle \operatorname {div} X={\frac {1}{\sqrt {\det g}}}\sum _{i}{\frac {\partial }{\partial x_{i}}}\left({\sqrt {\det g}}X^{i}\right)},
wobei {\displaystyle \det g} die Determinante der Matrix {\displaystyle (g_{ij})} ist.
Setzt man diese Gleichungen zusammen, so erhält man die lokale Darstellung 
{\displaystyle \Delta f=\operatorname {div} (\nabla f)={\frac {1}{\sqrt {\det g}}}\sum _{i,j}{\frac {\partial }{\partial x_{i}}}\left({\sqrt {\det g}}\,g^{ij}{\frac {\partial f}{\partial x_{j}}}\right)}
des Laplace-Beltrami-Operators bezüglich der Metrik {\displaystyle g}. Setzt man in dieser Formel für den Laplace-Beltrami-Operator die Darstellung des euklidischen metrischen Tensors in Polar-, Zylinder- oder Kugelkoordinaten ein, so erhält man die Darstellung des üblichen Laplace-Operators in diesen Koordinatensystemen.

### Hodge-Laplace-Operator
Sei {\displaystyle \textstyle {\mathcal {A}}(M):=\bigoplus _{i=1}^{n}{\mathcal {A}}^{i}(M)} der Raum der Differentialformen über {\displaystyle M} und {\displaystyle \mathrm {d} :{\mathcal {A}}^{i}(M)\to {\mathcal {A}}^{i+1}(M)} die äußere Ableitung. Die adjungierte äußere Ableitung wird mit {\displaystyle \delta } bezeichnet. Dann heißt der Operator
{\displaystyle \Delta :=\mathrm {d} \delta +\delta \mathrm {d} =(\mathrm {d} +\delta )^{2}}
Hodge-Laplace- oder Laplace-de-Rham-Operator und ist ein verallgemeinerter Laplace-Operator. Die Namen stammen daher, dass dieser Operator in der klassischen Hodge-Theorie und dem damit eng verbundenen De-Rham-Komplex Anwendung findet.

### Dirac-Laplace-Operator
Ein Dirac-Operator
{\displaystyle D:\Gamma ^{\infty }(M,E)\to \Gamma ^{\infty }(M,E)}
ist gerade so definiert, dass er durch quadrieren einen verallgemeinerten Laplace-Operator induziert. Das heißt, {\displaystyle D^{2}:\Gamma ^{\infty }(M,E)\to \Gamma ^{\infty }(M,E)} ist ein verallgemeinerter Laplace-Operator und wird Dirac-Laplace-Operator genannt. Diese Laplace-Operatoren spielen eine wichtige Rolle im Beweis des Indexsatzes.

### Bochner-Laplace-Operator

#### Definition
Der Bochner-Laplace-Operator wird mit dem metrischen Zusammenhang {\displaystyle \nabla ^{E}\colon \Gamma (M,E)\to \Gamma (T^{*}M\otimes E)} auf dem Vektorbündel {\displaystyle E} definiert. Sei außerdem {\displaystyle \nabla ^{T^{*}M}\colon \Gamma (M,T^{*}M)\to \Gamma (T^{*}M\otimes T^{*}M)} der Levi-Civita-Zusammenhang und {\displaystyle \nabla ^{T^{*}M\otimes E}} der durch {\displaystyle \nabla ^{E}} und {\displaystyle \nabla ^{T^{*}M}} induzierte Zusammenhang auf dem Bündel {\displaystyle T^{*}M\otimes E}
dann ist der Bochner-Laplace-Operator durch 
{\displaystyle \Delta ^{E}\cdot :=-\operatorname {Tr} _{g}\left(\nabla ^{T^{*}M\otimes E}\nabla ^{E}\cdot \right)\,.}
definiert. Die Abbildung {\displaystyle \operatorname {Tr} _{g}} ist dabei die Tensorverjüngung bezüglich der riemannschen Metrik.
Eine äquivalente Definition des Bochner-Laplace-Operators ist
{\displaystyle \Delta ^{E}:=-(\nabla ^{E})^{*}\nabla ^{E}.}
Dabei ist {\displaystyle (\nabla ^{E})^{*}} der adjungierte Operator bezüglich der riemannschen Metrik {\displaystyle g}.

#### Lokale Darstellung
Wählt man als Zusammenhang den Levi-Civita-Zusammenhang so erhält man in lokalen Koordinaten mit dem orthonormalen Rahmen {\displaystyle e_{1},\ldots ,e_{n}} die Darstellung
{\displaystyle \Delta ^{E}=-\sum _{i=1}^{n}\left(\nabla _{e_{i}}^{E}\nabla _{e_{i}}^{E}-\nabla _{\nabla _{e_{i}}e_{i}}^{E}\right)\,.}

## Eigenschaften
- Ein verallgemeinerter Laplace-Operator ist ein geometrischer Differentialoperator der Ordnung zwei.
- Da ein verallgemeinerter Laplace-Operator, wie in der Definition gefordert, das Hauptsymbol {\displaystyle |\xi |^{2}} hat, ist er ein elliptischer Differentialoperator.
- Jeder Differentialoperator zweiter Ordnung mit positiv definitem Hauptsymbol ist ein verallgemeinerter Laplace-Operator bezüglich einer geeigneten riemannschen Metrik auf der Mannigfaltigkeit und einer geeigneten hermiteschen Metrik auf dem Vektorbündel.
- Sind {\displaystyle \phi ,\psi \in \Gamma ^{\infty }(M,E)} glatte Schnitte, so gilt

{\displaystyle g(\Delta ^{E}\phi ,\psi )=g(\nabla ^{E}\phi ,\nabla ^{E}\psi )}.
- Der Operator {\displaystyle \Delta ^{E}} ist nichtnegativ und wesentlich selbstadjungiert bezüglich {\displaystyle L^{2}(X,E)}. Die Definition des {\displaystyle L^{2}} auf Mannigfaltigkeiten kann in dem Artikel über Dichtebündel nachgelesen werden.
- Jeder verallgemeinerte Laplace-Operator {\displaystyle H} bestimmt eindeutig einen Zusammenhang {\displaystyle \nabla ^{E}} auf dem Vektorbündel {\displaystyle E} und einen Schnitt {\displaystyle B\in \Gamma ^{\infty }(M,\operatorname {End} (E))}, so dass {\displaystyle H=\Delta ^{E}-B} gilt, wobei {\displaystyle \Delta ^{E}} der Bochner-Laplace-Operator ist. Jeder verallgemeinerte Laplace-Operator stimmt also mit dem Bochner-Laplace-Operator bis auf eine Störung der Ordnung Null überein.